# Блич
«Блич» (яп. ブリーチ бури:ти, англ. Bleach) — манга Тайто Кубо и её аниме-адаптации. Манга публиковалась с августа 2001 по август 2016 года в журнале Weekly Shonen Jump. В настоящее время манга закончена и насчитывает 686 глав, объединённых в 74 тома. В 2005 году манга «Блич» была награждена премией издательства Shogakukan как лучшая манга в категории «сёнэн» (для юношей), так же она входит в список комиксов-бестселлеров в Японии и США.
Центральный персонаж «Блич» — пятнадцатилетний школьник Ичиго Куросаки, случайно получивший сверхъестественные силы синигами — богов смерти. Синигами в Японии представляют собой персонифицированную смерть, наподобие западного скелета с косой. Наделённый их способностями, Ичиго вынужден сражаться со злыми духами, защищать людей и отправлять души умерших в загробный мир.
Первый аниме-сериал «Блич» выходил с 5 октября 2004 по 27 марта 2012 и насчитывает 366 серий. Второй аниме-сериал «Блич: Тысячелетняя кровавая война» является прямым продолжением первого и начал выходить 11 октября 2022, на данный момент насчитывает 40 серий. Кроме двух аниме-сериалов, сняты две OVA, четыре анимационных фильма, игровой фильм, мюзикл, появилось большое количество видеоигр и две коллекционные карточные игры. Издательство Shueisha занимается новеллизацией «Блич»: в 2004, 2006 и 2012 году были опубликованы три книги в формате лайт-новел, написанные совместно Тайто Кубо и Макото Мацубарой. 12 октября 2007 года компания «Мега-Аниме» объявила о приобретении лицензии на российское издание сериала, выход которого в России планировался осенью 2008 года. Манга была лицензирована в России в 2008 году компаниями «Эксмо» и «Комикс-Арт». В марте 2010 года кинокомпания Warner Bros. приобрела права на экранизацию манги в качестве игрового фильма. Режиссёром картины, по предварительным данным, станет Питер Сигал. В феврале 2012 года издательство Shueisha заявило о том, что «Блич» подходит к завершению — в журнале будет выходить последняя сюжетная арка манги. На момент выхода 62-го тома, суммарные продажи танкобонов «Блич» превысили 82 миллиона экземпляров. 4 июля было объявлено о завершении манги. Манга закончилась на 686 главе 74 тома 15 августа 2016 года в журнале Weekly Shonen Jump. Вместе с заключительной главой манги был опубликован анонс адаптации манги в форме игрового фильма, который вышел в 2018 году.
В 2021 году Тайто Кубо начал выпускать новую арку Блича «Нет дыхания из Ада», первый 73 страничный ван-шот продолжения манги вышел 10 августа.

## Сюжет

### Арка 1: Начало
Действие происходит в современной Японии. Однажды в спальне Ичиго Куросаки, который с детства был способен видеть духов и призраков, неожиданно появляется девушка-«проводник душ» («шинигами») Рукия Кучики. Заговорив с Ичиго Рукия удивилась, что Ичиго может не только её видеть, но и дотрагиваться. Однако разговор прерывается появлением «пустого», сильного злого духа. В битве Рукия, защищавшая Ичиго, получает серьёзное ранение и понимает, что дальше сражаться не в состоянии. Она решает передать Ичиго половину своих сверхъестественных сил, чтобы он смог за себя постоять, но тот внезапно поглощает всю её энергию и одолевает «пустого» с лёгкостью. В результате Ичиго сам становится проводником душ, а Рукия остаётся практически беспомощной. Лишившись сил, она не может исполнять работу проводника душ, то есть сражаться с «пустыми» и отправлять души умерших в загробный мир («Сообщество душ»), поэтому уговаривает Ичиго помочь ей.

### Арка 2: Сообщество душ
Несколько месяцев они действуют сообща, но в мире Рукии передача сил проводника душ человеку — серьёзное преступление. Её арестовывают, возвращают в Сообщество душ и заключают под стражу, чтобы предать казни за нарушение закона. Ичиго отправляется туда, чтобы её спасти, a за ним следуют друзья и одноклассники: Урю Исида, оказавшийся последним представителем рода квинси, издавна враждующего с проводниками душ; Ясутора Садо («Чад»), окинавский верзила, выросший в Мексике; одноклассница Ичиго Орихимэ Иноуэ. Всех их готовит к трудной миссии Кискэ Урахара, владелец специального магазина для проводников душ.
Пережив немало сражений, Ичиго с друзьями спасают Рукию. Они узнают, что и её казнь, и миссия спасения были с самого начала спланированы одним проводником душ по имени Со́скэ А́йдзэн, который строил далеко идущие замыслы по захвату Сообщества душ. Получив из тела Рукии артефакт Хогёку (яп. 崩玉 хо:гёку), дающий владельцу огромную силу, Айдзэн предаёт своих товарищей-проводников душ, объединяется с «пустыми» и создаёт собственную армию, становясь центральным отрицательным персонажем «Блич».

### Арка 3: Арранкары
Между Айдзэном и Сообществом душ разразилась война, следующим шагом в которой должно было стать уничтожение родного города Ичиго. Однако Кискэ Урахаре, воинам Сообщества душ и Ичиго совместными усилиями удаётся перебить большинство «пустых», ослабить Айдзэна и пленить его. За предательство Айдзэна приговаривают к тюремному заключению на 20 тысяч лет. Ичиго же в последней битве полностью теряет свои силы проводника душ, в том числе способность видеть призраков.

### Арка 4: Подчинители
Через полтора года Ичиго сталкивается с таинственной организацией «X-cution» (рус. Экзекуция), которая предлагает вернуть ему силы. Главный герой соглашается и после тренировок осваивает новую для себя способность, «полное подчинение». Однако выясняется, что члены «X-cution» лишь планировали усилить свои способности за счёт Ичиго. С помощью подкрепления в виде проводников душ, ему удаётся победить лидера организации Куго Гиндзё, а её выжившие члены расходятся, чтобы найти свой собственный путь.

### Арка 5: Тысячелетняя кровавая война
В загробном мире начинают происходить загадочные события: кто-то убивает «пустых», а жители Сообщества душ начинают пропадать. Причиной становится появление нового врага — уцелевших представителей рода квинси, назвавших себя «Ванденрейхом», во главе с императором Яхве. Они объявляют войну Сообществу душ. Желая помочь друзьям, Ичиго отправляется в мир «пустых», где Яхве провёл оккупацию и пополняет ряды своей армии. Проводники душ готовятся к войне, но квинси нападают неожиданно и так же внезапно уходят. В результате атаки многие убиты, в том числе Главнокомандующий армии Сообщества душ. В Сообществе душ появляется Нулевой отряд и забирает Ичиго и ещё несколько раненых с собой во Дворец Короля душ. Пока все они проходят лечение и тренировку, к «Ванденрейху» по неизвестным причинам присоединяется Урю Исида, и Яхве назначает его своим преемником.
Чуть позже, используя тень квинси, Яхве, поменяв Сэйрэйтэй со штабом «Ванденрейха» местами, начал вторую атаку. Воспользовавшись тем, что Ичиго, возвращаясь из Дворца, открыл проход между ним Сэйрэйтэем, Яхве вместе с небольшой группой своих элитных воинов проникают туда и побеждают Нулевой отряд. Несмотря на все попытки сопротивления, Яхве убивает Короля душ, после чего полностью поглощает его самого и всю его силу, фактически занимая его место. После этого проводники душ тоже попадают во Дворец и начинают сражение с воинами Элитной гвардии Яхве.
В итоге Элитная гвардия была уничтожена, а Ичиго и Орихимэ добираются до тронного зала, где находится Яхве. Ичиго начинает сражение с Яхве, используя все свои способности, однако Яхве использует свою способность «The Almighty» и побеждает Ичиго и ломает его банкай. После этого Яхве поглощает силу Ичиго, а также силу оставшихся в живых Штернриттеров, и уходит в Сообщество Душ. На помощь Ичиго поспевают бывшие противники из команды «X-cution». Своими способностями они изменяют исход боя и помогают восстановить меч. В это время Яхве встречает в Сообществе душ Айдзэна, которого после первой атаки освободил новый главнокомандующий. Начинается масштабное сражение. Под его конец прибывает Ичиго, и вместе с Айдзэном они побеждают Яхве. Однако Яхве снова использует свою способность «The Almighty», побеждает Айдзэна и начинает слияние реального мира, Сообщества душ и мира Пустых. В этот момент на поле битвы прибывает Урю Исида, который, как выяснилось, вступил в «Ванденрейх», чтобы отомстить Яхве за смерть своей матери. Он стреляет стрелой из особого серебра в сердце Яхве, тем самым лишая его силы на мгновение. Этого хватает, чтобы Ичиго поразил Яхве своим мечом.
Далее действие происходит через 10 лет. Рукия Кучики становится капитаном 13 отряда Сообщества душ. Неожиданно в Сообществе обнаруживают отголоски силы Яхве…

## Персонажи
В «Блич» много персонажей, которые принадлежат к разным расам, входят в различные кланы, группировки и используют своеобразный жаргон, выдуманный Тайто Кубо. Души людей состоят из эктоплазмы, которую в аниме и манге называют частицами духовной энергии (яп. 霊子 рэйси, досл. «частицы духа»). Когда люди умирают, их души отправляются в Сообщество душ и также могут играть активную роль в развитии сюжета, например, стать воинами-проводниками душ и защищать земной мир от вторжения злых духов — пустых. Важные персонажи обычно обладают выдающимися способностями, что объясняется наличием большого количества паранормальной энергии под названием «рэйацу» (яп. 霊圧, досл. «давление духа»). В мире «Блич» господствуют четыре крупнейших расы: люди, синигами, пустые и квинси.

## Мир
Основные герои аниме и манги по происхождению являются людьми и живут в вымышленном городе Каракура, в Западном Токио. Обычно люди не могут видеть или чувствовать духов: лишь один из пятидесяти тысяч может каким-либо образом догадываться о существовании поблизости чего-то сверхъестественного, поэтому от злых духов — пустых — нужна защита. Не все души превращаются в пустых, что соответствуют традиционным японским верованиям в возможность сосуществования духов с людьми и в то, что природа духов, добрая или злая, зависит от обстоятельств. В «Блич» встречаются синтоистские темы очищения «злых духов через амулеты, свитки, магические формулы и другие ритуалы». Проводники душ патрулируют наш мир, сражаются с пустыми и сопровождают души умерших в Сообщество душ, совершая обряд погребения души (яп. 魂葬 консо:).
Сообщество душ (яп. 尸魂界 (ソウル・ソサエティ) сиконкай, «мир мёртвых духов»; фуригана даёт прочтение [соуру сосаэти] (так же читается и в аниме), англ. Soul Society) — это обиталище проводников душ и то место, куда души людей (яп. 整 (プラス) пурасу, «полные», то есть не ставшие пустыми; англ. Plus) отправляются после смерти. Сообщество душ является аналогом рая, куда попадают люди, не совершившие страшных грехов (в противном случае их ждёт ад). В центре расположен огромный город проводников душ Сэйрэйтэй (яп. 瀞霊廷, «Двор чистых душ»). Он огорожен стенами из особого камня сэккисэки (яп. 殺気石, «Камень, уменьшающий дух»), который создаёт сферический барьер, препятствующий вторжению в город. Для попадания в город имеются 4 Великих Врат, защищаемые Стражами. Обычные души живут не в самом городе, а в окрестностях, которые называются Руконгай (яп. 流魂街, «Район блуждающих духов»). В свою очередь, Руконгай делится на 4 сектора (по сторонам света), каждый из которых состоит из восьмидесяти округов, которые сильно отличаются друг от друга. Проводники душ не вмешиваются в жизнь Руконгая и не патрулируют его, поэтому первый и ближайший к Сэйрэйтэю район достаточно благополучен, а в отдалённых районах высок уровень преступности и ужасна нищета — людям приходится буквально бороться за выживание. В Сообществе душ рождаются дети, как и в нормальном мире, а обитатели не бессмертны, хотя протяжённость жизни проводника душ несравнима с человеческой. Раны, полученные в бою, вполне могут оказаться фатальными, но проводники душ выдерживают очень тяжёлые битвы и выздоравливают в таких обстоятельствах, в которых человек бы скончался. Душа, которая умирает в Сообществе душ, теряет все свои воспоминания, перерождается и возвращается на Землю в качестве новой личности. В Сообществе душ есть король, функции которого не ясны.
Пустые (или «минусы») большую часть времени находятся в Уэко Мундо (яп. 虚圏（ウェコムンド） уэко мундо), пустынной области между миром людей и Сообществом душ. Само название происходит от исп. Mundo Hueco — «пустой мир» или «мир пустых». Здесь живут и отдыхают пустые в то время, когда не охотятся за душами на Земле. Мир Уэко Мундо, где царит вечная ночь, заполнен сероватым песком, похожим на кристаллы соли.

## История создания
В интервью автор «Блич» Тайто Кубо рассказывал, что идея манги зародилась у него тогда, когда возникло желание нарисовать синигами в кимоно. В частности, это послужило основой для дизайна проводника душ Рукии Кучики. Идея была предложена редакторам журнала Shonen Jump вскоре после прекращения выпуска Zombie Powder, предыдущей манги Тайто Кубо. Манга «Блич», как и неоконченная Zombie Powder, повествует о жизни и смерти. Кубо планировал опубликовать «Блич» максимум за пять лет. В планах автора не было сложной иерархической структуры Сообщества душ, но некоторые персонажи и задумки впоследствии вошли в сюжетную арку с арранкарами — такие, например, как родство Ичиго Куросаки с проводниками душ.
Элементы «Блич» Тайто Кубо заимствовал из иностранных языков, музыки, архитектуры и кинематографа. Имена многих мечей и заклинаний берут начало в древней японской литературе, пустые рождаются из испанских терминов, а названия предметов рода квинси взяты из немецкого языка. Тайто Кубо особенно увлечён испанским, который кажется ему «чарующим» и «сочным». Любовь к сверхъестественному и монстрам пришла к нему после прочтения манги Сигэру Мидзуки Ge Ge Ge no Kitaro, а большое количество сражений и интерес к оружию — от Saint Seiya Масами Курумады, которую Тайто Кубо любил в детстве. Тайто Кубо упоминал, что заинтересовался мифами и загробной жизнью благодаря Saint Seiya, которая основана на древнегреческой мифологии. Атрибуты боевика и способ сюжетного повествования взят из мира кино, хотя автор не назвал конкретных фильмов, которые вдохновляли его на рисование сцен сражений (в интервью для журнала Shonen Jump 2007 года Кубо упомянул, что высоко ставит фильм «Большой куш», но не использовал его как образец). Авторы «The Anime Encyclopedia» отметили сильное влияние на создателя «Блич» Naruto и InuYasha. Тайто Кубо также объяснил, что рисует сцены битв, слушая рок-музыку: таким образом ему легче придумывать позиции персонажей. Он также старается рисовать реалистичные раны, чтобы читатели сами ощутили боль, которую чувствуют герои.
Основная трудность в работе над мангой — это необходимость укладываться в сроки издателей, еженедельно рисуя главы по 19 страниц. У Кубо работает три ассистента, тем не менее, всех персонажей и ключевые сцены ему приходится рисовать одному. Даже «если я хочу больше внимания уделить какой-то конкретной сцене, которую я считаю важной, — рассказывал автор, — я не имею такой возможности из-за недостатка времени». С другой стороны, тот факт, что еженедельно необходимо рисовать по новой главе, помогает манге сохранить оригинальность и свежесть: «Я не думаю о том, что случится дальше, — признавался Кубо, — просто появляется какая-нибудь идея — и я тут же воплощаю её в жизнь. Еженедельная публикация даёт мало времени для работы над главами, но, с другой стороны, это плюс, потому что они [главы] короткие».
Творческий процесс автора сосредотачивается на создании дизайна персонажей. Когда Тайто Кубо размышляет над сюжетом или испытывает трудности с новым материалом, он начинает с создания персонажей и перечитывает предыдущие тома манги. Он упоминал, что любит придумывать неожиданных персонажей, чья внешность даёт ложное представление об их характере, так как его «привлекают люди с противоречивым характером», а в работе Тайто Кубо чувствует «необходимость рисовать людей, которые [ему] нравятся».
Долгое время было неизвестно, почему автор выбрал название Bleach («белизна», «отбеливатель»), поэтому существовало большое количество теорий. Позже Кубо пояснил, что вначале планировал сделать косу оружием проводников душ. Косу должна была носить только Рукия Кучики, а остальные персонажи использовали огнестрельное оружие, поэтому манга называлась Snipe (англ. «стрельба из укрытия», «выстрел снайпера»). Затем Кубо решил, что мечи больше подходят для его истории, и тогда название Snipe потеряло смысл. Проводники душ в понимании автора ассоциировались с чёрным цветом, хотя называть мангу Black (с англ. — «чёрный») было бы банально. С другой стороны, белый может предполагать наличие чёрного в качестве дополнительного цвета, а «bleach» вызывает в сознании белый цвет, поэтому автор решил избрать это слово в качестве нового названия.

## Манга
Манга «Блич» впервые появилась в августе 2001 года и с тех пор еженедельно выходила в журнале Shonen Jump. Главы составляют тома («танкобоны»), которые публикуются раз в два месяца. Первый том вышел в свет 5 января 2002 года. В настоящий момент манга прекратила свой выход, остановившись на 74 томе. В России манга была лицензирована в 2008 году: «Эксмо» и компания «Комикс-Арт» официально заявили о приобретении прав на публикацию. Выход первого тома состоялся 9 декабря 2008 года.
Лицензия в США принадлежит Viz Media, однако, множество любительских команд продолжают неофициальный перевод на английский. 5 августа 2008 года компания Viz Media издала коллекционное издание первого тома в твёрдой обложке, а 2 сентября — единый бокс из первого 21 тома с дополнительными материалами. В 2012 году Viz Media выпустила мангу в электронном формате для своего англоязычного онлайн-издания Shonen Jump Alpha.
В 2005 году манга получила престижную премию от издательства Shogakukan в категории «сёнэн». Вместе с Eyeshield 21, «Блич» стала лучшей сёнэн-мангой 2007 года по версии About.com и оказалась в списке «Топ-10 сёнэн-манги, которую вы обязаны прочесть». В марте 2010 года значительный общественный резонанс вызвали обвинения в плагиате «Блич» Ника Симмонса, автора комикса Incarnate. В том же месяце права на экранизацию «Блич» были приобретены компанией Warner Bros.
Первый том манги «Блич» в Японии разошёлся тиражом более 1,25 млн копий, а общее количество проданных японских томов составило более 46 млн к 2008 году и более 82 млн. — к 2013 году. В 2008 году в Японии было продано около 870 тыс. копий 34 тома «Блич», таким образом, манга попала на 12-е место в списке самых продаваемых комиксов года. Тома 33 и 35 заняли соответственно 17 и 18 места. Общее количество продаж за 2008 год составило более 3 млн экземпляров, что сделало «Блич» пятым в списке самых продаваемых комиксов года. По продажам манги в Японии с ноября 2008 по май 2009 годов «Блич» занял второе место после One Piece. В августе 2011 года в японском журнале Nikkei Entertainment был опубликован топ-50 авторов на основе анализа проданных томов манги с января 2010 года. Тайто Кубо оказался на 5 месте с 6954000 томов. 48 том занял 9 место в списке самых продаваемых комиксов по статистике с ноября 2010 по май 2011 года. В 2012 году было продано почти 3 млн копий манги, таким образом, она была на 12-м месте по продажам. В 2013 году она заняла 15-е место.
В США продажи также шли успешно, в частности, 16-й том попал в десятку самых продаваемых комиксов декабря 2006 года, а том 17 стал самой успешной мангой февраля 2007 года. По данным The New York Times, 33 том «Блич» после издания находился в пятёрке манга-бестселлеров весь декабрь 2010 года. Аналогично 34 том на английском языке не опускался ниже 4 места в марте 2011 года, а 35 том в июне — ниже 6 места. В 2013 году манга каждый раз попадалась в список бестселлеров The New York Times с января по август включительно. В феврале, марте, апреле, мае 2014 года она также оказывалась в списке бестселлеров.

### Аниме
| Зрительский рейтинг        | Зрительский рейтинг        | Зрительский рейтинг        |
| (на 23 сентября 2014 года) | (на 23 сентября 2014 года) | (на 23 сентября 2014 года) |
| -------------------------- | -------------------------- | -------------------------- |
| Сайт                       | Оценка                     | Голосов                    |
| Anime News Network         | · ссылка                   | 8804                       |
| AniDB                      | · ссылка                   | 13053                      |

Аниме-сериал «Блич», поставленный на студии Studio Pierrot, начал транслироваться 5 октября 2004 года на японском канале TV Tokyo. 15 марта 2006 года компания Viz Media приобрела у TV Tokyo и Shueisha права на англоязычное издание сериала, а также права на продажу статуэток, игрушек и других товаров у нескольких компаний. Премьера «Блич» на английском языке состоялась на США телеканале Adult Swim Toonami (когда Toonami вернулся до 26 мая 2012 года) и канадском телеканале YTV Bionix в 8 сентября 2006 года. На английском языке сериал транслируется в формате Full HD на сайте Crunchyroll с января 2012 года. В России аниме распространялось компанией «Мега-Аниме», которая объявила о приобретении лицензии 12 октября 2007 г. Выход российской версии планировался осенью 2008 года. С 21 декабря 2010 года сериал начал транслироваться по 2x2. Трансляция эпизодов на этом канале завершилась в 2013 году. За это время на 2x2 было показано 167 эпизодов аниме. С 2020 года сериал начал транслироваться по телеканалу FAN, продолжив показ со 168 серии. Дубляж новых серий производится на студии «СВ-Дубль». В марте 2012 года в онлайн-версии журнала Newtype появилась информация о том, что на 366 серии сериал прекращает своё вещание.
Согласно опросу, который проводился в 2006 году на официальном сайте канала TV Asahi, аниме «Блич» стало седьмой по счёту любимой телепрограммой японцев. В предыдущем году сериал был на двадцать седьмом месте. В США он был номинирован на несколько премий American Anime Awards, хотя так и не выиграл ни в одной категории.
В марте 2020 года Weekly Shōnen Jump и «Bleach 20th Anniversary Project & Tite Kubo New Project Presentation» было объявлено, что последняя сюжетная линия манги получит новый аниме-проект.
В декабре 2021 года, на фестивале Jump Festa, вышел первый официальный трейлер нового сезона Блича.
Трансляция «Блич: Тысячелетняя кровавая война» на TV Tokyo началась 10 октября 2022 года. Арка разделена на четыре части. Премьера второй части состоялась в июле 2023 года. Премьера третьей части состоялась в октябре 2024 года.

### Анимационные фильмы
Четыре анимационных фильма были сделаны компанией Toho и режиссёром Нориюки Абэ. Эти аниме никак не связаны с основной сюжетной линией «Блич», и сценарий писался отдельными людьми. Bleach: Memories of Nobody, вышедший 16 декабря 2006 года, посвящён внезапному появлению в родном городе Ичиго группы странных духов. Ичиго и Рукия отправляются на разведку и сталкиваются с загадочной девушкой-проводником душ по имени Сэнна (яп. 茜雫 Сэнна). Главным героем второго фильма Bleach: The DiamondDust Rebellion, который был выпущен 22 декабря 2007 года, стал капитан проводников душ Тосиро Хицугая, один из наиболее популярных персонажей «Блич».
Третий фильм, вышедший 13 декабря 2008 года, носит название Bleach: Fade to Black, I Call Your Name (яп. BLEACH Fade to Black 君の名を呼ぶ Bleach: Fade to Black - Kimi no Na o Yobu). В нём проводников душ из Сообщества поражает внезапная потеря памяти. Сценарий был написан Нацуко Такахаси, сценаристом основного сериала.
В конце 2009 года появился рекламный ролик четвёртого анимационного фильма Hell Chapter (яп. BLEACH 地獄篇 Bleach: Jigoku-hen), который вышел в прокат в Японии 4 декабря 2010 года. Тайто Кубо лично следил за процессом его создания. По сюжету, в Каракуре открываются Врата ада, из которых появляются загадочные духи под названием «Непрощённые» (яп. 咎人 Тогабито, «грешники»). Они атакуют семью Ичиго и похищают его младшую сестру.

### Саундтрек
К аниме было выпущено одиннадцать альбомов с саундтреками, музыку к которым написал композитор Сиро Сагису. Первый альбом «Bleach Original Soundtrack 1» появился в мае 2005 года и содержал 25 треков, включая открывающие и закрывающие композиции аниме. За ним последовал CD-диск «Bleach Original Soundtrack 2», а также альбомы к фильмам Bleach: Memories of Nobody, Bleach: The DiamondDust Rebellion и Bleach: Fade to Black, I Call Your Name. Компиляционный альбом «Bleach: The Best» (англ. «Блич: Лучшее») содержит полные версии 12-ти открывающих и закрывающих композиций аниме. В 2008 году отдельным диском вышел «Bleach Best Tunes» (англ. «Лучшие мелодии „Блич“») с другими двенадцатью композициями, а также «Bleach Original Soundtrack 3».
| №   | Название                             | Автор(ы)                 | Серии   | Длительность |
| --- | ------------------------------------ | ------------------------ | ------- | ------------ |
| 1.  | «*~Asterisk~» (яп. ～アスタリスク～) | Orange Range             | 01—25   | 4:15         |
| 2.  | «D-tecnoLife»                        | UVERworld                | 26—51   | 3:53         |
| 3.  | «Ichirin no Hana» (一輪の花)         | High and Mighty Color    | 52—74   | 3:40         |
| 4.  | «Tonight, Tonight, Tonight»          | Beat Crusaders           | 75—97   | 2:50         |
| 5.  | «Rolling star»                       | Yui                      | 98—120  | 3:09         |
| 6.  | «Alones»                             | Aqua Timez               | 121—143 | 4:21         |
| 7.  | «After Dark» (アフターダーク)        | Asian Kung-Fu Generation | 144—167 | 3:13         |
| 8.  | «Chu-bura»                           | Kelun                    | 168—189 | 4:34         |
| 9.  | «Velonica»                           | Aqua Timez               | 190—214 | 4:40         |
| 10. | «Shojo S»                            | Scandal                  | 215—242 | 3:14         |
| 11. | «Anima Rossa»                        | Porno Graffitti          | 243—265 | 4:30         |
| 12. | «Change»                             | Miwa                     | 266—291 | 4:09         |
| 13. | «Ranbu no Melody»                    | SID                      | 292—316 | 3:53         |
| 14. | «Blue»                               | ViViD                    | 317—342 | 3:26         |
| 15. | «HARUKAZE»                           | Scandal                  | 343—366 | 4:29         |

| №   | Название                                    | Автор(ы)           | Серии   | Длительность |
| --- | ------------------------------------------- | ------------------ | ------- | ------------ |
| 1.  | «Life is Like a Boat»                       | Rie fu             | 01-13   | 5:00         |
| 2.  | «Thank You!!» (яп. サンキュー!!)            | Home Made Kazoku   | 14-25   | 4:13         |
| 3.  | «Houkiboshi» (ほうき星)                     | Юнха (яп. ユンナ)  | 26-38   | 3:15         |
| 4.  | «Happypeople»                               | Skoop On Somebody  | 39-51   | 3:44         |
| 5.  | «Life»                                      | Yui                | 52-63   | 4:03         |
| 6.  | «My Pace» (マイペース)                      | SunSet Swish       | 64-74   |              |
| 7.  | «Hanabi»                                    | Ikimonogakari      | 75-86   |              |
| 8.  | «Movin!!»                                   | Takacha            | 87-97   |              |
| 9.  | «Baby It’s You»                             | June               | 98-109  |              |
| 10. | «Sakura Biyori» (桜日和)                    | Маи Хосимура       | 110—120 |              |
| 11. | «Tsumasaki» (爪先)                          | Ore Ska Band       | 121—131 |              |
| 12. | «Daidai» (橙)                               | Chatmonchy         | 132—143 |              |
| 13. | «Tane wo maku hibi» (種をまく日々)          | Косукэ Атари       | 144—154 |              |
| 14. | «Kansha» (感謝。)                           | RSP                | 155—167 | 5:13         |
| 15. | «Orange» (オレンジ。)                       | Lil'B              | 168—179 |              |
| 16. | «Gallop» (ギャロップ)                       | pe'zmoku           | 180—189 |              |
| 17. | «Hitohira no Hanabira» (ヒトヒラのハナビラ) | Stereopony         | 190—201 | 3:35         |
| 18. | «Sky Chord»                                 | Сион Цудзи         | 201—214 | 4:32         |
| 19. | «Kimi wo Mamotte, Kimi wo Aishite»          | Sambomaster        | 215—229 |              |
| 20. | «Mad Surfer»                                | Kenichi Asai       | 230—242 | 3:23         |
| 21. | «Sakurabito»                                | SunSet Swish       | 243—255 | 5:26         |
| 22. | «Tabidatsu Kimi e»                          | RSP                | 256—265 | 4:03         |
| 23. | «Stay Beautiful»                            | DIGGY-MO           | 266—278 | 4:46         |
| 24. | «Echoes»                                    | Universe           | 279—291 | 4:42         |
| 25. | «Last Moment»                               | SPYAIR             | 292—303 | 3:11         |
| 26. | «Song for…»                                 | ROOKiEZ is PUNK 'D | 304—316 | 5:04         |
| 27. | «Aoi Tori»                                  | Fumika             | 317—329 | 4:22         |
| 28. | «Haruka Kanata»                             | Unlimits           | 330—342 | 3:31         |
| 29. | «Re:pray»                                   | Aimer              | 343—354 | 5:02         |
| 30. | «Mask»                                      | Aqua timez         | 355—366 | 4:53         |

Двадцать дисков The Bleach Beat Collections, выходящие с 2005 года, содержат запись голосов сэйю (озвучивающих актёров), которые не только поют, но и рассказывают о персонажах, о своей роли. Кроме того, в состав японских DVD-боксов с аниме включены пять drama CD.

## Адаптации

### Мюзикл
Рок-опера Rock Musical BLEACH была создана при участии компаний Studio Pierrot и Nelke Planning. Сценарий адаптирован Наоси Окумурой, режиссёр — Такуя Химарицу. К настоящему времени появилось пять мюзиклов с разными сюжетными линиями. По завершении каждого представления актёры исполняют ряд неофициальных номеров, будь то забавные сценки или отдельные песни, не вошедшие в представление. Задействованы все основные персонажи за исключением Исиды Урю, что связано с техническими трудностями; в роли Ичиго Куросаки — Тацуя Исака, Рукии Кучики — Мики Сато. Первые представления были проведены в период с 17 августа по 28 августа 2005 года в Синдзюку. Музыка для них была написана с нуля композитором Сёити Тамой и не имеет никакого отношения к саундтреку аниме.
В первом мюзикле «Rock Musical Bleach — Saien» Ичиго Куросаки становится проводником душ, Рукия возвращается в Сообщество душ, за ней отправляются Ичиго, Орихимэ Иноуэ и Ясутора Садо. Сюжет оканчивается сценой, где Ичиго побеждает Рэндзи Абарая. Во второй версии мюзикла, которая появилась в январе 2006 года, было несколько незначительных изменений: так, были добавлены некоторые песни, а также появился новый персонаж, проводник душ Идзуру Кира. В то же время вышли и DVD с обеими версиями этих рок-опер. Второй мюзикл «Rock Musical Bleach — Dark of the Bleeding Moon» повествует о том, как Ичиго встречается с 11-м отрядом проводников душ, а Рукия готовится к казни. Появляются такие персонажи, как Ёруити Сихоин, Рангику Мацумото и другие. В «No Clouds in the Blue Heavens» (англ. Нет облаков на голубых небесах) рассказывается о казни Рукии и раскрывается план Соскэ Айдзэна. В конце Ичиго спасает Рукию, а Айдзэн покидает Сообщество душ. «The All» (англ. Все) объединяет все предыдущие мюзиклы в один, посвящённый сюжетной арке в Сообществе душ.

### Видеоигры
Большинство игр было выпущено только в Японии. Как правило, компания SCEI издаёт игры для игровых приставок Sony, в то время как Sega занимается линейкой для Nintendo GameCube, а Treasure Co. Ltd — для Nintendo DS. Крупнейшие и наиболее успешные игровые серии созданы в жанре файтинг, где игроку предлагается несколько персонажей на выбор, а затем он сражается с различными противниками. Несколько игр, включая Bleach: Hanatareshi Yabou, являются представителями жанра RPG.
- Bleach: Blade Battlers (яп. BLEACH~ブレイド・バトラーズ~) — линейка сэл-шейдерных игр для PlayStation 2 в жанре файтинг, разработанных Racjin и изданных SCEI. Игры выходили только в Японии.
- Bleach DS — серия 2D-файтингов для платформы Nintendo DS. На данный момент включает игры Bleach: The Blade of Fate и Bleach: Dark Souls, причём обе выпущены в США.[86] Анонсирована и третья часть — Bleach: Flame Bringer. Разработчиком является компания Treasure Co. Ltd, а издатель — Sega.
- Bleach GC — файтинги, разрабатываемые компанией Polygon Magic. Буквы «GC» в названии обозначают платформу GameCube, однако лишь одна игра (Bleach GC: Tasogare ni Mamieru Shinigami) в действительности предназначена для GameCube, остальные сделаны для Wii. Bleach: Shattered Blade вышла также в США.
- Bleach: Heat the Soul — серия цел-шейдерных 3D-игр, разработанная Eighting и изданная SCEI в Японии. К настоящему моменту состоит из семи игр, последняя из которых была выпущена в сентябре 2010 года.
- Bleach: The 3rd Phantom — тактическая ролевая игра для платформы Nintendo DS, вышла в июне 2008 года.[87]
- Bleach: Soul Resurrección — «экшен» для PlayStation 3 от компании SCE Japan Studio, изданный 23 июня 2011 года. В Японии игра известна под названием Bleach: Soul Ignition.[88] Она была локализована и выпущена в США в августе 2011 года.[89]

Менее известные игры включают Hanatareshi Yabou, которая стала первой игрой по аниме и манге «Блич» и была издана SCEI 16 февраля 2005 года для приставки PlayStation 2; Bleach Advance: Kurenai ni Somaru Soul Society для Game Boy Advance (2005); Erabareshi Tamashii для PlayStation 2 (2005); Soul Carnival (2008) и Soul Carnival 2 (2009) для Playstation Portable. В играх серии Jump Stars (англ. «Звёзды Jump») Jump Super Stars и Jump Ultimate Stars герои «Блич» присутствуют наряду с другими персонажами манга-сериалов, которые публикуются в журнале Shonen Jump.

### Коллекционная карточная игра
Существует две коллекционных карточных игры, основанных на аниме и манге «Блич». Первая, под названием Bleach Soul Card Battle, была выпущена в Японии компанией Bandai в 2004. По данным на сентябрь 2009 года, было издано семнадцать наборов для этой серии.
Вторая карточная игра от Score Entertainment — Bleach TCG — вышла в США в мае 2007 года, однако, в апреле 2009 года, как раз перед выходом шестого набора «Bleach Infiltration», выпуск новых колод был приостановлен. Компания объяснила это финансовыми проблемами, вызванными мировым финансовым кризисом.

### Прочее
Макото Мацубара в соавторстве с Тайто Кубо выпустил три новеллизации «Блич», опубликованные издательством Shueisha. Первый том под названием «BLEACH-letters from the other side» вышел в 2004 году, второй, озаглавленный «BLEACH: The Honey Dish Rhapsody», — в 2006 году, третий «The Death Save The Strawberry» — в 2012 году.
| № | Дата публикации    | ISBN                   |
| - | ------------------ | ---------------------- |
| 1 | 15 декабря 2004 г. | ISBN 4-08-703149-7     |
| 2 | 30 октября 2006 г. | ISBN 4-08-703173-X     |
| 3 | 4 сентября 2012 г. | ISBN 978-4-08-703272-7 |

Нарига Рёго написал другую новеллизацию манги, оба тома которой — «Блич: Духи всегда с тобой» и «Блич: Духи всегда с тобой—2» были выпущены в 2012 году. Вышли лайт-новел по всем четырём фильмам: Memories Of Nobody (ISBN 978-4-08-703174-4), The DiamondDust Rebellion (ISBN 978-4-08-703189-8), Fade to Black, Kimi no Na o Yobu (ISBN 978-4-08-703197-3) и Hell Chapter (ISBN 978-4-08-703234-5).
В 2006 году было опубликовано руководство по персонажам Bleach Official Character Book SOULs, в 2007 — руководство по аниме VIBEs: Official Animation Book, а также Bleach Official Bootleg, посвящённый персонажам «Блич» и содержащий короткие юмористические истории из их жизни. Кроме этого, в апреле 2008 года была издана книга-раскраска под названием Paint Jump: Art of BLEACH, показывающая, как автор манги рисует и раскрашивает своих героев. В августе 2010 года было опубликовано второе руководство по персонажам MASKED. 3 июня 2011 года было опубликовано третье руководство по персонажам UNMASKED.
По манге «Блич» выпущено два графических альбома (артбука). Первый называется All Colour But The Black (англ. «Все цвета, кроме чёрного»), второй вышел в Японии 3 августа 2007 года под названием Bleach Official Bootleg: KaraBuri+ (BLEACH OFFICIAL BOOTLEG カラブリ プラス?).